# Charles Gayle/Diskografie

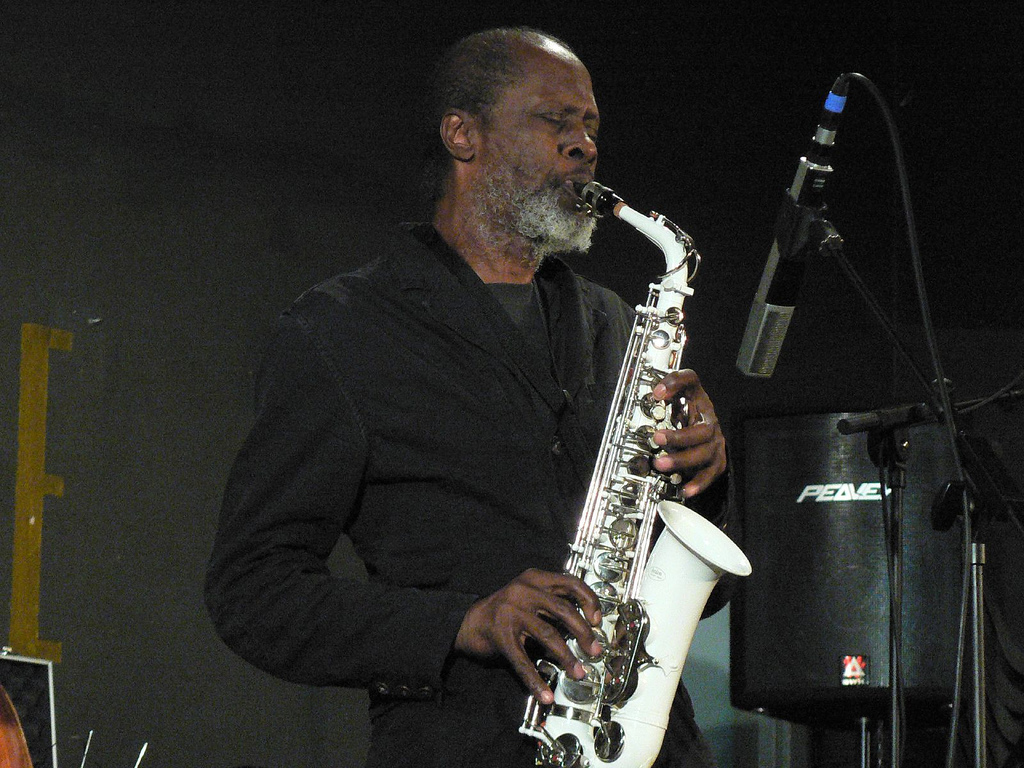
Charles Gayle (2007)

Diese Diskografie ist eine Übersicht über die veröffentlichten Tonträger des Jazzmusikers Charles Gayle. Sie umfasst seine Alben unter eigenem Namen (Abschnitt 1), kollaborative Bandprojekte (Abschnitt 2) und seine Mitwirkungen als Gastsolist bei weiteren Produktionen (Abschnitt 3). Nach Angaben des Diskografen Tom Lord war er zwischen 1987 und 2015 an 45 Aufnahmesessions beteiligt.

## Alben unter eigenem Namen
Dieser Abschnitt listet die von Charles Gayle veröffentlichten LPs und CDs chronologisch nach Aufnahmejahr.
| Album                                            | Musiklabel             | Aufnahme | VÖ    | Anmerkungen                                                                                  |
| ------------------------------------------------ | ---------------------- | -------- | ----- | -------------------------------------------------------------------------------------------- |
| Always Born                                      | Silkheart Records      | 1988     | 1988  | Charles Gayle Quartet Featuring John Tchicai; mit Sirone, Reggie Nicholson                   |
| Spirits Before                                   | Silkheart              | 1988     | 1989  | Charles Gayle Trio, mit Sirone, David Pleasant                                               |
| Homeless                                         | Silkheart              | 1988     | 1989  | Charles Gayle Trio, mit Sirone, David Pleasant                                               |
| Touchin’ on Trane                                | FMP                    | 1991     | 1993  | Charles Gayle/William Parker/Rashied Ali                                                     |
| Repent                                           | Knitting Factory Works | 1992     | 1992  | Charles Gayle, Hilliard Greene, Vattel Cherry, David Pleasant                                |
| Raining Fire                                     | Silkheart              | 1993     | 1994? | Charles Gayle Quartet, mit William Parker, Vattel Cherry, Michael Wimberly                   |
| Blue Shadows                                     | Silkheart              | 1993     | 2008  | Charles Gayle Quartet, mit William Parker, Vattel Cherry, Michael Wimberly                   |
| Translations                                     | Silkheart              | 1993     | 1994  | mit William Parker, Vattel Cherry, Michael Wimberly                                          |
| More Live at the Knitting Factory February, 1993 | Knitting Factory Works | 1993     | 1993  | Charles Gayle Quartet, mit Vattel Cherry, William Parker, Michael Wimberly bzw. Marc Edwards |
| Consecration                                     | Black Saint            | 1993     | 1993  | Charles Gayle, William Parker, Vattel Cherry, Michael Wimberly                               |
| Berlin Movement from Future Years                | FMP                    | 1993     | 1997  | Charles Gayle 3, mit Vattel Cherry, Michael Wimberly                                         |
| Abiding Variations                               | FMP                    | 1993     | 1999  | Charles Gayle 3, dto.                                                                        |
| Kingdom Come                                     | Knitting Factory Works | 1994     | 1995  | Charles Gayle mit Sunny Murray & William Parker                                              |
| Live at Disobey                                  | Blast First            | 1994     | 1994  | The Charles Gayle Trio, mit Hilliard Greene, Michael Wimberly                                |
| Unto I Am                                        | Les Disques Victo      | 1994     | 1995  | Charles Gayle solo (ts, b-cl, p, dr, vcl)                                                    |
| Look Up                                          | ESP-Disk               | 1995     | 2012  | Charles Gayle, Michael Bisio, Michael Wimberly                                               |
| Daily Bread                                      | Black Saint            | 1995     | 1998  | Charles Gayle Quartet, mit William Parker, Wilber Morris, Michael Wimberly                   |
| Testaments                                       | Knitting Factory Works | 1995     | 2995  | mit Wilber Morris, Michael Wimberly                                                          |
| Delivered                                        | 2.13.61 Records        | 1997     | 1997  | The Charles Gayle Quartet, mit James Jones (p), Gerald Benson (b), Kalil Madi (dr)           |
| Solo in Japan                                    | PSF                    | 1997     | 1997  | Charles Gayle (ts, sop, p) solo                                                              |
| Precious Soul                                    | FMP                    | 1998     | 2001  | Charles Gayle 3, mit Gerald Benson, Gerald Cleaver; Total Music Meeting, Berlin              |
| Ancient of Days                                  | Knitting Factory Works | 1999     | 1999  | Charles Gayle, Hank Johnson (p) Juni Booth, Michael Wimberly                                 |
| Jazz Solo Piano                                  | Knitting Factory Works | 2001     | 2001  | Charles Gayle (p) solo                                                                       |
| No Bills                                         | Long Arms              | 2003     | 2004? | Charles Gayle (p, ts) solo                                                                   |
| Shout!                                           | Clean Deed             | 2003     | 2005  | Charles Gayle, Sirone, Gerald Cleaver                                                        |
| Time Zones                                       | Tompkins Square        | 2006     | 2006  | Charles Gayle Piano solo                                                                     |
| Consider the Lilies...                           | Clean Feed             | 2006     | 2006  | Charles Gayle, Hilliard Greene, Jay Rosen                                                    |
| Live at Glenn Miller Cafe                        | Ayler                  | 2006     | 2006  | Charles Gayle, Gerald Benson, Michael Wimberly                                               |
| Forgiveness                                      | Not Two                | 2008     | 2008  | Charles Gayle, Hilliard Greene, Klaus Kugel                                                  |
| Our Souls – Live in Vilnius                      | NoBusiness             | 2009     | 2010? | Charles Gayle, Dominic Duval, Arkadijus Gotesmanas                                           |
| Streets                                          | Northern Spy           | 2011     | 2012  | Charles Gayle, Larry Roland, Michael T. A. Thompson                                          |
| Christ Everlasting                               | For Tune               | 2014     | 2015  | Charles Gayle, Ksawery Wójciński, Klaus Kugel                                                |

## Kollaborative Bandprojekte
| Album                       | Musiker/Bandprojekt                             | Musiklabel             | rec  | VÖ   | Anmerkungen                                               |
| --------------------------- | ----------------------------------------------- | ---------------------- | ---- | ---- | --------------------------------------------------------- |
| Live at Crescendo           | By Any Means                                    | Ayler                  | 2008 | 2008 | Charles Gayle, William Parker, Rashied Ali                |
| Live at Jazzwerkstatt Peitz | Charles Gayle / William Parker / Hamid Drake    | Jazzwerkstatt          | 2014 | 2015 | Live in der Jazzwerkstatt Peitz                           |
| 26.05.15                    | Charles Gayle, John Edwards, Roger Turner       | Otoroku                | 2015 | 2016 |                                                           |
| Live in Belgium             | Gayle • Barcella • Cabras                       | El Negocito            | 2015 | 2016 | Charles Gayle, Manolo Cabras (kb), Giovanni Barcella (dr) |
| Seasons Changing            | Charles Gayle, John Edwards, Mark Sanders       | Otoroku                | 2017 | 2019 |                                                           |
| The Alto Sessions           | Charles Gayle, Giovanni Barcella, Manolo Cabras | El Negocito Records    | 2017 | 2019 |                                                           |
| Webo                        | Milford Graves, William Parker, & Charles Gayle | Black Editions Archive | 1991 | 2024 |                                                           |

## Alben als Gastsolist bei weiteren Produktionen
| Album                    | Künstler                                            | Musiklabel   | rec  | Anmerkungen |
| ------------------------ | --------------------------------------------------- | ------------ | ---- | --- |
| Gayle Force              | Buell Neidlinger                                    | K2B2 Records | 1965 | Veröffentlicht 2015; Charles Gayles erste Aufnahmen, mit John Bergamo |
| Voices                   | William Parker                                      | NoBusiness   | 1987 | Duo Parker/Gayle in Crosses (Long Scarf over Canal Street) und Entrusted Spirit (Dedicated to Bilal Abdur Rahman)                                                            |
| Always a Pleasure        | Cecil Taylor Ensemble                               | FMP          | 1993 | Mit Longineu Parsons, Harri Sjöström, Charles Gayle, Cecil Taylor, Tristan Honsinger, Sirone, Rashid Bakr                                                                    |
| Everything               | Henry Rollins                                       | Thirsty Ear  | 1996 | Mit Charles Gayle (sax, p, vln), Rashied Ali |
| Illuminators             | Sunny Murray Duo featuring Charles Gayle            | Audible Hiss | 1996 | |
| Requiem                  | William Parker Bass Quartet Featuring Charles Gayle | Splasc(h)    | 2004 | Charles Gayle (as), Henry Grimes, William Parker, Alan Silva, Norris Jones                                                                                                   |
| Configuration            | Billy Bang Ensemble                                 | Silkheart    | 2004 | Charles Gayle, Billy Bang, Sirone, Tyshawn Sorey |
| For Those Who Are, Still | William Parker                                      | AUM Fidelity | 2013 | William Parker Ensemble, mit Charles Gayle, Mike Reed, NFM Symphony Orchestra, Jan Jakub Bokun (cond), Solisten des NFM Chor. Livemitschnitt vom Jazztopad Festival, Wrocław |